# Gudenaa Open Water
Gudenaa Open Water (tidl. Randers Open Water) er en åbent vand-svømmearrangement, som er arrangeret af Randers Freja Atletik & Triathlon, Randers gymnastiske Forening og Dansk Svømmeunion siden 2007. Svømningen foregår i hovedsageligt i Gudenåen. Der kan vælges mellem tre distancer: 1 km, 2,7 km og 5,2 km.

## Distancer
På alle tre distancer svømmes med strømmen med Randers Regnskov som mål. 
- Den lange distance går fra Fladbro ad Nørreå mod syd. Efter knap en kilometer løber Nørreå ud i Gudenaaen, som ruten fortsætter ad til Vorup Enge ind til Randers.

- Mellemdistancen starter ved motorvejens krydsning med Gudenaa. Svømmeturen inkluderer en gåtur på 500 meter.

- Den korte distance starter ved udsigtstårnet ved Randers Naturskole og Randers Kajakklub i Gudenaaen.

## Historie
To af initiativtagerne, Søren Bundgaard og Jan Dich, havde gennem flere år bevæget sig langs med Gudenaaen. En sommerdag i 2006 kommer de til at tale om Gudenaaens dybde, strøm og forurening. De besluttede sig for at undersøge forholdene nærmere ved selv at svømme i vandet. De afprøvede med start fra Nørreå og blev overraskede over, at de kunne bunde hele vejen ud til Gudenaaen. Undervejs oplevede de bl.a., at temperaturen ændrede sig. Gudenåen er varmere end Nørreåen og har en svagere strøm.
Randers Kommunes analyser af åens vand fra kommunen viser at vandet er rent nok til at blive tildelt Blå Flag. De starter således med at invitere Randers Freja Triatlonklub til prøvesvømning. De kontakter Flemming Strand og John Jeppesen fra hhv. Neptun og Dansk Svømmeunion, som begge også selv prøver at svømme i åen.
Der blev formaliseret en samarbejdsaftale parterne imellem og kontaktede herefter filialdirektør Lars Møller i Arbejdernes Landsbanks afdeling i Randers. Med en fortid som konkurrencesvømmer i Neptun havde de en fornemmelse af, at han ville være positivt indstillet over for idéen – hvilket han da også var. Således blev banken hovedsponsor for arrangementet.
| Sport | Spire Denne artikel om sport er en spire som bør udbygges. Du er velkommen til at hjælpe Wikipedia ved at udvide den. |